# 密雕蛹笔螺
密雕蛹笔螺（学名：Costellaria sculptile），是新腹足目蛹笔螺科蛹笔螺属的一种。主要分布于越南、台湾，常栖息在浅海沙底。